# Adam Drda
Adam Drda (* 3. července 1971 Praha) je český novinář a dokumentarista.

## Kariéra
V roce 1989 začal pracovat v tehdy ještě samizdatové revui Střední Evropa, kde jako redaktor působil do poloviny devadesátých let. Jeho články vycházely v Českém deníku a Lidových novinách, kde také vedl komentářové rubriky, později jako komentátor spolupracoval s Hospodářskými novinami, s Revolver Revue a s týdeníkem Respekt. V letech 1999 až 2005 byl analytikem domácí politiky a reportérem české redakce BBC.
Od roku 2005 se věnuje především moderním čs. dějinám a tematice holocaustu, působí jako externí redaktor Českého rozhlasu, je jedním ze dvou tvůrců dokumentárního cyklu Příběhy 20. století (spolu s Mikulášem Kroupou). Spolupracuje též s Českou televizí jako scenárista, mj. na dokumentárních cyklech Neznámí hrdinové a Příběhy 20. století. Jako autor a editor se od roku 2007 podílí na projektech neziskové organizace Člověk v tísni.
V roce 2010 se zastal spisovatele Václava Mika, který vyvolal množství kritických ohlasů svým prohlášením poukazujícím na údajně rasistickou pasáž v knize Mikeš od Josefa Lady.
Drda publikuje především v Revolver Revue, pro kterou například v roce 2014 připravil jako editor spolu s Terezií Pokornou velký výbor z každodenních glos, komentářů a záznamů Události Bohumila Doležala. Kniha byla nominována na cenu Magnesia Litera. V roce 2015 připravil pro RR/100 velký text Český dav, věnovaný tzv. kauze Kundera.
Za svou práci získal Cenu Ferdinanda Peroutky za rok 2007.

## Knihy
- 2006 – Kdo ve stínu čeká na moc – Čeští komunisté po listopadu 1989 (s Petrem Dudkem), Paseka, ISBN 80-7185-802-1
- 2008 – Kruté století / Příběhy 20. století (s Mikulášem Kroupou), Radioservis, ISBN 978-80-86212-85-2
- 2009 – V komunismu jsme žít nechtěli : další kapitoly z rozhlasového pořadu Příběhy 20. století (s Mikulášem Kroupou), Radioservis, ISBN 978-80-86212-65-4
- 2010 – Mýty o socialistických časech - se Stanislavem Škodou a Josefem Mlejnkem, Člověk v tísni, o. p. s., ISBN 978-80-86961-98-9
- 2011 – Ještě jsme ve válce - komiks-sborník, A.D. autor scénářů, spolu s Mikulášem Kroupou a Davidem Bartoněm; Argo, Post Bellum, ÚSTR
- 2011 – Naše normalizace - sborník, A. D. autor předmluvy a editor (spolu s Karlem Strachotou a Adamem Hradilkem), Člověk v tísni, o. p. s.
- 2013 – Zdálo se, že Bůh je lhostejný - kniha o osudech (nejen) českých a moravských Židů, nakl. Radioservis.
- 2014 – Zvláštní zacházení - Rodinný tábor terezínských Židů v Auschwitz II. - Birkenau, nakl. Revolver Revue.
- 2014 – Neznámí hrdinové - řekli ďáblovi "NE", (s Mikulášem Kroupou), Česká televize a Albatros Media, ISBN 978-80-7448-042-3
- 2015 – Neznámí hrdinové - O české statečnosti (s Mikulášem Kroupou), Česká televize a Albatros Media, ISBN 978-80-7404-163-1, ISBN 978-80-7448-049-2